# Elán (band)

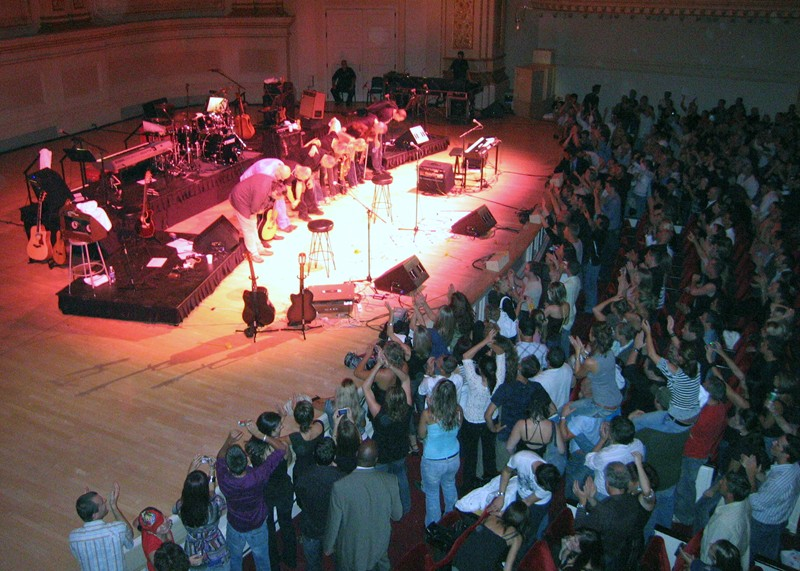
Elán in 2007

Elán is een Slowaakse poprockband, begonnen in 1969 in Bratislava. De band is opgericht door Jožo Ráž en Ján Baláž. De populariteit kwam pas echt in de jaren 80. In 1993 was Elán geslecteerd als Slowaakse inzending voor het Eurovisiesongfestival. Het was het eerste jaar dat er landen deelnamen uit Oost-Europa. De zeven nieuwe landen die zich inschreven mochten echter niet allemaal deelnemen en er kwam een voorselectie, waarvan enkel de top drie zou mogen deelnemen. Elán werd vierde en miste dus net het ticket voor het Eurovisiesongfestival in Ierland. Elán staat bekend als de grootste band van de 20e eeuw uit Slowakije.

## Bandleden

### 1969 - 1975
- Jozef 'Jožo' Ráž - basgitaar en zang
- Václav 'Vašo' Patejdl - keyboard en zang
- Juraj Farkaš - gitaar en zang
- Zdeno Baláž - drums

### 1975 - 1978
- Jozef 'Jožo' Ráž - basgitaar en zang
- Václav 'Vašo' Patejdl - keyboard en zang
- Juraj Farkaš - gitaar en zang
- Zdeno Baláž - drums
- Fero Turák - keyboard en zang
- Boris Kopčák - toetsenist
- Jozef Tekeľ - saxofoon

### 1978 - 1980
- Jozef 'Jožo' Ráž - basgitaar en zang
- Václav 'Vašo' Patejdl - keyboard en zang
- Juraj Farkaš - gitaar en zang
- Zdeno Baláž - drums
- Fero Turák - keyboard en zang

### 1980 - 1985
- Jozef 'Jožo' Ráž - basgitaar en zang
- Václav 'Vašo' Patejdl - keyboard en zang
- Juraj Farkaš - gitaar en zang
- Zdeno Baláž - drums
- Ján 'Jano' Baláž - gitaar en zang

### 1985 - 1989
- Jozef 'Jožo' Ráž - basgitaar en zang
- Ján 'Jano' Baláž - gitaar en zang
- Martin Karvaš - keyboard
- Gabo Szabó - drums

1990 - 1991
- Jozef 'Jožo' Ráž - basgitaar en zang
- Ján 'Jano' Baláž - gitaar en zang
- Fero Turák - keyboard en zang
- Viktor Hidvéghy - basgitaar
- Július Petrus - drums
- Peter Farnbauer - keyboard, zang en saxofoon
- Fero Oláh - keyboard en zang

### 1991 - 2001
- Jozef 'Jožo' Ráž - basgitaar en zang
- Ján 'Jano' Baláž - gitaar en zang
- Václav 'Vašo' Patejdl - keyboard en zang
- Peter Farnbauer - keyboard, zang en saxofoon
- Ľubo Horňák - keyboard
- Juraj Kuchárek - drums

## Discografie
- Ôsmy svetadiel (1981)
- Nie sme zlí, Kamikadze lover (1982)
- Elán 3 (1983)
- Nightshift (1984)
- Hodina slovenčiny, Schoolparty (1985)
- Detektívka (1986)
- Missing (1987)
- Nebezpečný náklad (1988)
- Rabaka, Midnight in the city (1989)
- Netvor z čiernej hviezdy Q7A (1991)
- Legenda 1, Legenda 2 (1992)
- Hodina angličtiny (1994)
- Hodina nehy (1995)
- Classic, Hodina pravdy, Legenda 3 (1997)
- Legenda 4, Elán Unplaged (2 CD) (1998)
- Jožo… (2 CD) (1999)
- Láska je stvorená, Legenda 5 - Posledná… (2000)
- Neviem byť sám (2001)
- Otázniky/Všetko čo máš (2001)
- Elán 3000 (2002)
- Tretie oko (2003)
- Elán: Megakoncert (2004)
- Elán unplugged, Carnegie Hall, New York (2007)